# علم إنغوشيا

علم جمهورية إنجوشتيا مابين 15 تموز من سنة 1994 إلى 17 حزيران من سنة 1999

أعتمد علم جمهورية إنجوشتيا في 15 تموز/يوليو من سنة 1994 وقد أجري على علم الجمهورية تعديل في 17 حزيران/يونيو من سنة 1999 ويتكون علم جمهورية إنجوشتيا من شريطين أفقيين باللون الأخضر في أعلى وأسفل العلم وفي وسط العلم يوجد تريسكليون باللون الأحمر على خلفية بيضاء اللون.

## معنى العلم
- الأحمر: يرمز إلى كفاح الشعب الشاق ضد قرون من الظلم من أجل البقاء على قيد الحياة والحق في العيش على أرض ألأجداد في سلام ووئام مع المناطق المجاورة.
- الأبيض: يرمز إلى النقاء والعمل.
- الأخضر: يرمز إلى الإسلام وإلى الطبيعة وخصوبة تربة الجمهورية.